# 天主教門德斯宗座代牧區
天主教門德斯宗座代牧區（拉丁語：Vicariatus Apostolicus Mendezensis）是厄瓜多爾一個羅馬天主教宗座代牧區，直屬聖座。
代牧區成立於1893年2月16日，位於莫羅納-聖地亞哥省，教座位於馬卡斯。2010年有教友111,000人（佔轄區總人口88.1%）、七十個堂區、卅六名司鐸。現任宗座代牧為涅斯托爾·蒙特斯德奧卡·貝塞拉。